# 辰巳雄大
辰巳 雄大（たつみ ゆうだい、1986年〈昭和61年〉11月25日 - ）は、日本のアイドル、歌手、俳優、タレント。男性アイドルグループ・ふぉ〜ゆ〜のメンバーである。愛称は、辰巳、たっちゃん。
埼玉県所沢市出身。STARTO ENTERTAINMENT所属。

## 来歴
ジャニーズに憧れ、『8時だJ』で公募していたオーディションに応募し、3万人の中の3人に選ばれる。同時期に夢中になっていたサッカーで西東京代表にも選ばれていたが、コーチにどちらか選べと言われて悩んだ末、1998年6月20日、小学6年生の時にジャニーズ事務所に入所する。
1999年、堂本光一主演舞台『SHOW劇'99 MASK』で光一演じる優貴の子供時代を演じて舞台デビュー。ジャニーズJr.内ユニット・A.B.C.やM.A.D.のメンバーとして活動し、2011年4月からはふぉ〜ゆ〜のメンバーとして、主に舞台を中心に活動する。
2018年1月、舞台『ぼくの友達』で舞台単独初主演を務める。
2019年には同グループの福田悠太と「つ〜ゆ〜」を結成し、ジャニーズ初となるM-1グランプリ2019出場を果たし、3回戦まで進出した。
2022年、『信長未満－転生光秀が倒せない－』でテレビドラマ初主演を務める。
2023年、『僕らの千年と君が死ぬまでの30日間』で映画初出演にして初主演を務める。
事務所と2〜3年交渉し、2024年3月9日に個人Instagramを開設。
2024年11月25日より、所沢市観光大使に就任（任期は2年）。

## 人物
落語が好きで、ふぉ〜ゆ〜主演の舞台『GACHI（ガチ）〜全力entertainment 4U〜』では、ファンだった三遊亭歌武蔵から稽古を受けた後、四遊亭歌雄（ふぉ〜ゆ〜ていかゆう）の高座名でジャニーズで初めて舞台上で落語を披露した。
河合郁人と仲が良く、2009年冬から2年間は同じ部屋に住んでいた。
滝藤賢一に憧れ、古着など個性的な服装を好んで着ている。
立志舎高等学校（福田悠太と松崎祐介も同級生）、東洋大学出身。

## 出演

### 舞台
- SHOW劇'99 MASK（1999年1月6日 - 31日、日生劇場） - 優貴（子供時代） 役[15]
- PLAYZONE 1999 Goodbye&Hello[31]（1999年7月11日 - 8月4日、青山劇場）
- ミュージカルbig〜夢はかなう〜（2000年8月1日 - 8月27日、東京国際フォーラムホールC） - ジョシュ（子供時代） 役　※河合郁人とのWキャスト[32][33]
- それいゆ（2016年5月26日 - 29日、梅田芸術劇場シアター・ドラマシティ / 6月1日 - 5日、Zeppブルーシアター六本木） - 桜木高志 役[34][35]
  - それいゆ（2017年4月6日 - 11日、サンシャイン劇場 / 4月14日・15日、北九州芸術劇場中劇場 / 4月19日 - 23日、新神戸オリエンタル劇場）　- 桜木高志 役[36]
- ぼくの友達（2018年1月10日 - 2月4日、DDD青山クロスシアター） - 主演・トニー 役[37]
- 雲のむこう、約束の場所（2018年4月20日 - 24日、東京国際フォーラムホールC / 5月2日、NHK大阪ホール） - 主演・藤沢浩紀 役[38][39]
- タイヨウのうた〜Midnight Sun〜（2018年9月5日 - 9日、なかのZERO大ホール / 10月13・14日、NHK大阪ホール） - 主演・藤代孝治 役[40]
- トリッパー遊園地（2019年3月15日 - 23日、新橋演舞場 / 3月30日、可児市文化創造センター / 3月31日、豊田市民文化会館 / 4月3日 - 7日、大阪松竹座） - ショウヘイ 役[41]
- BACKBEAT（2019年5月25日-  6月9日、東京芸術劇場 プレイハウス / 6月12日 - 16日、兵庫県立芸術文化センター 阪急中ホール / 6月19日、刈谷市総合文化センター 大ホール / 6月22日・23日、やまと芸術文化ホール メインホール）- ジョージ・ハリスン 役[42]
  - BACKBEAT（2023年4月23日〔プレビュー公演〕、江戸川区総合文化センター 大ホール / 4月28日 - 5月3日、兵庫県立芸術文化センター 阪急 中ホール / 5月6日・7日、市民会館シアーズホーム夢ホール大ホール / 5月20日・21日、枚方市総合文化芸術センター 関西医大 大ホール / 5月24日 - 31日、東京建物 Brillia HALL） - ジョージ・ハリスン 役[43][44]
- 『罪のない嘘』〜毎日がエイプリールフール〜（2020年1月9日 - 19日、ヒューリックホール東京 / 1月23日 - 25日、COOL JAPAN PARK OSAKA WWホール / 2月18日、JMSアステールプラザ 大ホール / 2月20日、福岡市民会館 / 2月22日、北九州芸術劇場 大ホール） - 堤万次郎 役[45]
- スマホを落としただけなのに（2020年3月20日 - 27日、紀伊國屋サザンシアター TAKASHIMAYA）[注 2] - 主演・加賀谷学 役（浜中文一とW主演）[47]
  - スマホを落としただけなのに（2021年6月4日 - 6日、松下IMPホール / 6月9日 - 14日、日本青年館ホール） - 主演・加賀谷学 役[48]
- ぼくの名前はズッキーニ（2021年2月28日 - 3月14日、よみうり大手町ホール / 3月19日 - 21日、COOL JAPAN PARK OSAKA TTホール） - 主演・ズッキーニ 役[9][49]
- ダブル・トラブル（2021年5月2日〔プレビュー公演〕、志木市民会館パルシティ / 5月12日 - 30日、よみうり大手町ホール）[注 3] - 主演（福田悠太とW主演[51]）※原田優一・太田基裕とのWチーム制[52]
- ネバー・ザ・シナー　-魅かれ合う狂気（2021年9月2日 - 12日、COOL JAPAN PARK OSAKA TTホール / 9月18日・19日、品川プリンスホテル クラブeX） - 主演・リチャード・ローブ 役[53]
- パルコ・プロデュース 2022「腹黒弁天町」（2022年2月12日[注 4] - 2月20日、紀伊國屋ホール / 2月22日・23日、松下IMPホール） - 主演・山岡大介 役（福田悠太とW主演）[55][56]
- エダニク（2022年5月18日 - 29日、東京芸術劇場シアターウエスト / 6月4日、COOL JAPAN PARK OSAKA TTホール） - 主演・沢村 役[57]
- 信長未満-転生光秀が倒せない-（2023年3月23日 - 26日、KAAT神奈川芸術劇場ホール） - 信長 役（映像特別出演）[58]
- 僕らの千年と君が死ぬまでの30日間（2023年9月8日 - 18日、品川プリンスホテル クラブeX / 9月22日 - 24日、COOL JAPAN PARK OSAKA TTホール）- 主演・草介 役（浜中文一とW主演）[59][60]
- Change the World（2024年6月8日 - 16日、サンシャイン劇場） - 泉大輝 役[61]
- VOICEアクト『17歳のビオトープ』〜生きる意味って何ですか？〜（2024年10月3日・4日、座・高円寺2） - 主演・人生先生 役[62]
- 炎の風景（2025年9月12日 - 21日〈予定〉、よみうり大手町ホール / 9月27日 - 28日〈予定〉、神戸朝日ホール） - 主演・ネッド 役[63]
- 21歳のボヤージュ〜未来への人生ノート〜（2025年10月7日 - 9日〈予定〉、亀戸文化センター カメリアホール / 10月11日 - 13日〈予定〉、のぶながホール） - 主演・真中夕 役[64]
- 梅棒 20th Breakdown『FINAL JACKET』（2025年11月18日〈予定〉、サンシャイン劇場）[65]

### テレビドラマ
- 怖い日曜日〜新章〜 第6話（1999年11月7日、日本テレビ）[66]
- 怖い日曜日〜2000〜 第14話（2000年10月8日、日本テレビ）[33]
- 涙をふいて（2000年10月11日 - 12月20日、フジテレビ） - 渕上康太 役[33]
- 少年タイヤ ジプシー（2000年11月20日 - 12月18日、フジテレビ） - アキラ 役[33]
- 美男ですね（2011年、TBS） - レッスン生 役
- Piece（2012年、日本テレビ） - 坂田コウジ 役[67]
- 貴族探偵 第10話・最終話（2017年6月19日・26日、フジテレビ） - 具同佳久 役[68]
- 監察医 朝顔（2020年11月2日 - 、フジテレビ） - 刑事・富澤 役[69]
- 連続ドラマW 夜がどれほど暗くても（2020年11月22日 - 12月13日、WOWOW） - 三田拓也 役[70]
- 信長未満-転生光秀が倒せない-（2022年10月25日 - 12月27日、テレビ神奈川） - 主演・信長 役[71]
- VOICEアクト『17歳のビオトープ』（2024年8月18日 - 9月29日、BSフジ） - 主演・人生先生 役[72][73]

### 映画
- 僕らの千年と君が死ぬまでの30日間（2023年10月27日、東映ビデオ）- 主演・草介 役（浜中文一とW主演）[21][59][74]

### バラエティ
- ミュージックジャンプ（1998年 - 2000年3月26日、NHKBS2）[75]
- 愛LOVEジュニア（ - 1998年9月28日、テレビ東京）[75]
- 8時だJ（1998年4月15日 - 1999年9月22日、テレビ朝日）[75]
- 愛ラブB.I.G.（1998年10月5日 - 1999年3月29日、テレビ東京）[75]
- Music-enta（2000年4月19日 - 2001年3月14日、テレビ朝日）[33]
- すこジャニ〜ルールだらけの旅〜（2020年12月12日[76]、2021年8月21日[77]、フジテレビ）

### コンサート
- Johnny's Summer Concert（1998年7月29日 - 8月31日、横浜アリーナ・大阪城ホール・名古屋レインボーホール）[75]
- Johnny's Winter Concert（1998年12月27日 - 1999年1月6日、横浜アリーナ・大阪城ホール）[75]
- Fresh Spring Concert'99（1999年5月2日 - 6月20日、横浜アリーナ・大阪城ホール）[66]
- ジャニーズJr.特急〈10・9〉投球〈10・9〉コンサート 10月9日東京ドームに大集合!!（1999年10月9日、東京ドーム）[66]
- ジャニーズJr. Spring Concert 2000（2000年4月3日 - 5月7日、横浜アリーナ・大阪城ホール・名古屋レインボーホール）[33]
- ジャニーズJr. 〈東・阪・名〉3大ドームコンサート（2000年9月3日 - 10月15日、東京ドーム・大阪ドーム・ナゴヤドーム）[33]
- ジャニーズJr. Concert タッキー&翼 21世紀の対決（2001年5月3日 - 6月3日、横浜アリーナ・大阪城ホール・名古屋レインボーホール）[78]

### CM
- フォーラムエンジニアリング「コグナビ」（2020年4月 - ）[79]

## 雑誌連載
- リイド社『J Movie Magazine』「辰巳雄大のボクのMOVIE道」（Vol.58〈2020年4月1日発売号〉 - Vol.100〈2023年11月1日発売号〉）[80][81]

## 作品

### 作詞
- Scandalous[82]（作曲：DERBYSHIRE ROBERT WILLIAM・CARLSSON ANDREAS MIKAEL・SHIROSE）- JASRAC作品コード：1N9-2974-4（ふぉ〜ゆ〜名義曲）
- S.O.D.A[83]（作曲：MASAKI TOMIYAMA・HALLGREN JON HENNING）- JASRAC作品コード：1Q2-8605-4（ふぉ〜ゆ〜名義曲）